# Bolognetta
Bolognetta ist eine Stadt der Metropolitanstadt Palermo in der Region Sizilien in Italien mit 4126 Einwohnern (Stand 31. Dezember 2023).

## Lage und Daten
Bolognetta liegt 22 km südöstlich von Palermo. Die Einwohner arbeiten hauptsächlich in der Landwirtschaft.
Die Nachbargemeinden sind Baucina, Casteldaccia, Marineo, Misilmeri, Ventimiglia di Sicilia und Villafrati.
Nachdem der Bahnverkehr nach Bolognetta 1954 eingestellt wurde, ist der Ort heute nur noch auf der Straße zu erreichen.

## Geschichte
Der Ort entstand im 17. Jahrhundert. Der Ort hatte zunächst den Namen Ogliastro. Der Name hat die Bedeutung eines Baumes aus dem Öl gewonnen wird.

## Sehenswürdigkeiten
- Pfarrkirche, erbaut im 17. Jahrhundert